# Nyża pod Bańdziochem
Nyża pod Bańdziochem – jaskinia, a właściwie schronisko, w Dolinie Kościeliskiej w Tatrach Zachodnich. Wejście do niej znajduje się w żlebie Żeleźniak, poniżej dolnego otworu jaskini Bańdzioch Kominiarski, w pobliżu Jaskini w Kociołku pod Bańdziochem, na wysokości 1435 m n.p.m. Długość jaskini wynosi 12 metrów, a jej deniwelacja 6 metrów.

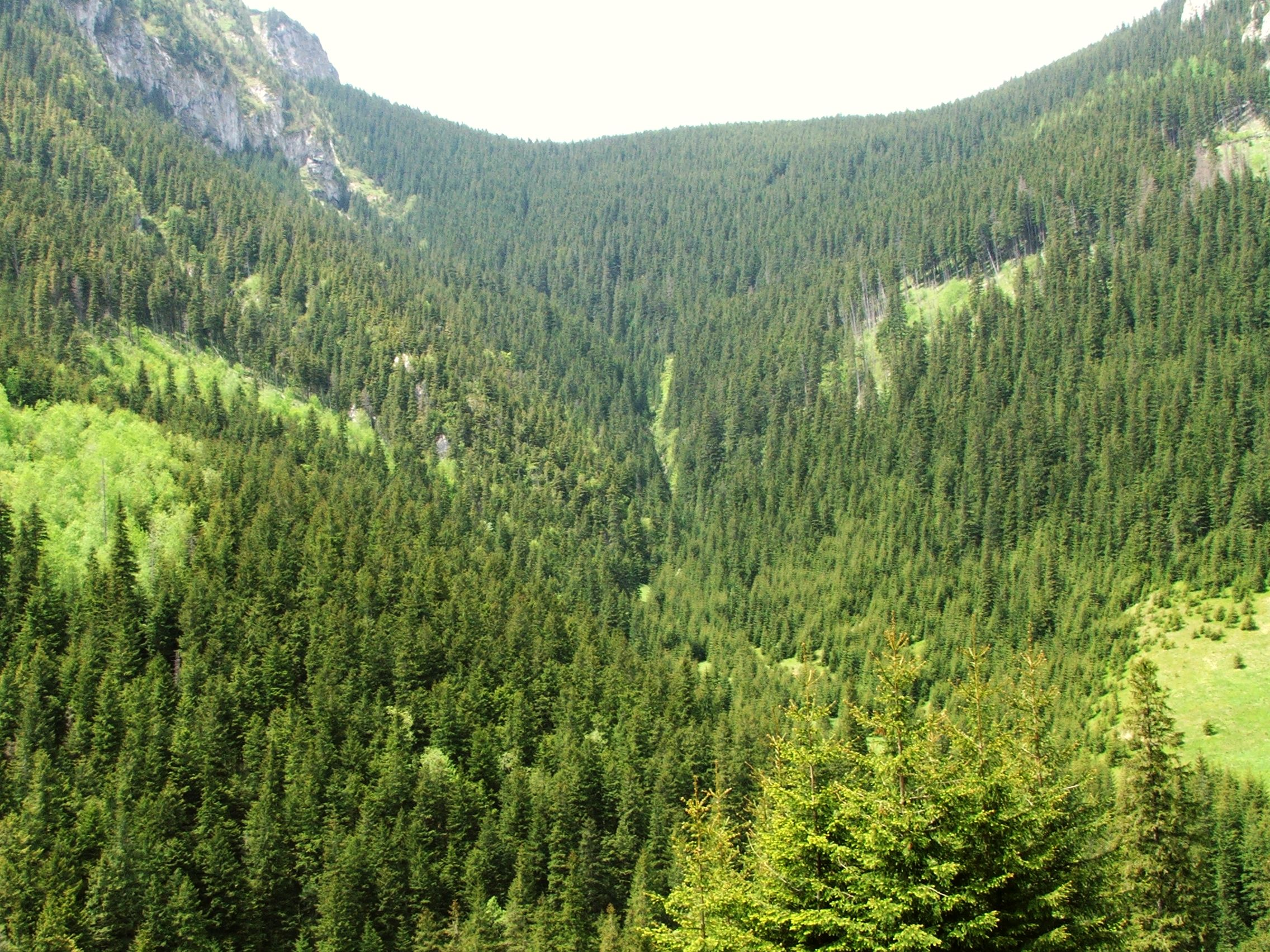
Żleb Żeleźniak widziany z Hali Pisanej

## Opis jaskini
Jaskinię tworzy duża sala z idącym do góry dnem, do której prowadzi obszerny otwór wejściowy. Odchodzą z niej dwa krótkie, wąskie korytarzyki.

## Przyroda
W jaskini można spotkać nacieki grzybkowe. Ściany są suche. W sali rosną paprocie, mchy, glony i porosty.

## Historia odkryć
Jaskinia mogła być znana od dawna. Jednak pierwszą wzmiankę o niej opublikował W. W. Wiśniewski w 1988 roku.